# Tambor Soledade
Manoel Soledade ou Manoel da Silva Soledade, mais conhecido como Tambor Soledade, é uma figura histórica da cidade de Cachoeira, no recôncavo baiano.

## Biografia
Durante a Batalha de Cachoeira, parte do processo de independência do Brasil, Soledade, então com 13 anos, ganhou notoriedade ao tocar tambor para as tropas brasileiras. Em um bombardeio português na Praça da Aclamação, ele foi ferido, e a imagem do jovem negro desfalecido foi eternizada em um quadro do artista Antônio Parreiras. Este incidente gerou diversas interpretações sobre seu destino, com algumas versões sugerindo que ele morreu em combate e outras considerando sua história uma lenda. Uma pesquisa recente indica que Soledade sobreviveu ao ferimento e morreu quase 50 anos depois por causas naturais.
A história de Tambor Soledade persiste na memória popular de Cachoeira, apesar da ausência de registros oficiais de seu nascimento ou morte. Ele se tornou um símbolo da resistência local contra as forças portuguesas. A associação de Soledade ao tambor reflete seu papel na comunicação e coordenação das tropas durante os confrontos. Como um homem negro e membro da população local, Soledade representa muitos indivíduos anônimos que contribuíram para a independência da Bahia, culminando em 2 de julho de 1823. Sua história, preservada tanto na cultura local quanto nas pesquisas históricas, exemplifica a interação entre história e memória na narrativa da independência brasileira.